# Liste der Baudenkmäler in Dietersburg
Auf dieser Seite sind die Baudenkmäler in der niederbayerischen Gemeinde Dietersburg zusammengestellt. Diese Tabelle ist eine Teilliste der Liste der Baudenkmäler in Bayern. Grundlage ist die Bayerische Denkmalliste, die auf Basis des Bayerischen Denkmalschutzgesetzes vom 1. Oktober 1973 erstmals erstellt wurde und seither durch das Bayerische Landesamt für Denkmalpflege geführt wird. Die folgenden Angaben ersetzen nicht die rechtsverbindliche Auskunft der Denkmalschutzbehörde.

## Baudenkmäler nach Ortsteilen

### Dietersburg
| Lage                        | Objekt                                    | Beschreibung | Akten-Nr.             | Bild           |
| --------------------------- | ----------------------------------------- | --- | --------------------- | -------------- |
| Alter Postweg 10 (Standort) | Bauernhaus eines Vierseithofes            | zweigeschossiger, offener Blockbau mit traufseitigem Balusterschrot, im Kern 2. Hälfte 18. Jahrhundert, Dach später                                                   | D-2-77-114-2 Wikidata | BW             |
| Kirchenberg 2 (Standort)    | Katholische Pfarrkirche Mariä Himmelfahrt | spätgotische Saalkirche, Ende 15. Jahrhundert, Langhaus und Turmunterbau im Kern 2. Hälfte 13. Jahrhundert; mit Ausstattung; Friedhofsmauer, wohl 18./19. Jahrhundert | D-2-77-114-6 Wikidata | weitere Bilder |
| Waldhofstraße 3 (Standort)  | Wohnhaus                                  | zweigeschossiger, offener Blockbau mit Giebelschrot, im Kern noch 18. Jahrhundert, Dach später                                                                        | D-2-77-114-4 Wikidata | BW             |

### Adlhaid
| Lage                 | Objekt                            | Beschreibung | Akten-Nr.             | Bild |
| -------------------- | --------------------------------- | --- | --------------------- | ---- |
| Adlhaid 1 (Standort) | Wohnstallhaus eines Vierseithofes | Blockbau-Obergeschoss mit flach geneigtem Satteldach und Traufschrot über Backstein-Erdgeschoss, noch 18. Jahrhundert und 2. Hälfte 19. Jahrhundert | D-2-77-114-7 Wikidata | BW   |

### Asperting
| Lage                   | Objekt        | Beschreibung | Akten-Nr.               | Bild |
| ---------------------- | ------------- | --- | ----------------------- | ---- |
| Asperting 6 (Standort) | Wohnstallhaus | zweigeschossiger, verschalter bzw. verschindelter Blockbau, zum Teil verputzt, mit Traufschrot, 19. Jahrhundert | D-2-77-114-114 Wikidata | BW   |

### Bachhub
| Lage                 | Objekt                                  | Beschreibung | Akten-Nr.               | Bild |
| -------------------- | --------------------------------------- | --- | ----------------------- | ---- |
| Bachhub 1 (Standort) | Rottaler Bauernhaus eines Vierseithofes | zweigeschossig mit firstgedrehtem Satteldach, Blockbau-Obergeschoss und Traufschrot, Anfang 19. Jahrhundert, im Kern älter; ehemaliges Stallgebäude, verputzter Ziegelbau mit gewölbtem Erdgeschoss, 2. Hälfte 19. Jahrhundert, zum Wohnhaus ausgebaut | D-2-77-114-109 Wikidata | BW   |

### Baumgarten
| Lage                                                                 | Objekt                                     | Beschreibung | Akten-Nr.               | Bild           |
| -------------------------------------------------------------------- | ------------------------------------------ | --- | ----------------------- | -------------- |
| Herrengasse 3 (Standort)                                             | Einfirsthof                                | zweigeschossiger Satteldachbau mit Blockbau-Obergeschoss und Giebelschrot, bezeichnet 1818 | D-2-77-114-110 Wikidata | BW             |
| Koppelstetterweg 4 (Standort)                                        | Ehemaliges Bauernhaus                      | zweigeschossiger Satteldachbau mit zum Teil verschaltem Blockbau-Obergeschoss und Brettbaluster-Schrot, Anfang 19. Jahrhundert | D-2-77-114-9 Wikidata   | BW             |
| Sandstraße 5; Nähe Sandstraße; Sandstraße 6; Sandstraße 7 (Standort) | Gräfl. Arco-Valleysches Schloss Baumgarten | unregelmäßige vieleckige Anlage des 16. Jahrhunderts, Innenhof mit Arkaden und viergeschossigem Turm; Ringmauer mit Schlossbrücke über den Schlossgraben, 16./17. Jahrhundert; katholische Schlosskirche St. Bartholomäus, östlich vor dem Schlosseingang, erbaut 1796; mit Ausstattung; mit kleinem Wohnhausanbau, gleichzeitig; Schlossökonomie, großer Gutshof mit Wirtschaftsgebäuden, zwei große hakenförmige Backsteintrakte mit Walmdächern, im Kern 3. Viertel 19. Jahrhundert; Schlosspark und Schlossgärtnerei, mit Einfriedungsmauer, 18./19. Jahrhundert, Gärtnerhaus, erdgeschossiger Mansarddachbau, Ende 18. Jahrhundert, davor Schalenbrunnen des 18. Jahrhunderts; Brunnenanlage, um 1650, vor der Kirche; ehemaliger Pfarrhof, mit Walmdach, 2. Hälfte 18. Jahrhundert | D-2-77-114-8 Wikidata   | weitere Bilder |
| Sandstraße 15 (Standort)                                             | Wohnhaus                                   | zweigeschossiger, offener Blockbau mit Satteldach, im Kern 1. Hälfte 19. Jahrhundert, Dach später | D-2-77-114-11 Wikidata  | BW             |

### Bergham
| Lage                 | Objekt                                     | Beschreibung | Akten-Nr.              | Bild |
| -------------------- | ------------------------------------------ | --- | ---------------------- | ---- |
| Bergham 1 (Standort) | Rottaler Wohnstallhaus eines Vierseithofes | zweigeschossiger, offener Blockbau, mit zwei Giebelschroten und massivem Stallteil, im Kern Ende 17. Jahrhundert, Giebel und Flachsatteldach, 1. Viertel 19. Jahrhundert | D-2-77-114-13 Wikidata | BW   |
| Bergham 2 (Standort) | Bauernhaus eines Vierseithofes             | zweigeschossiger, teilweise verschalter Blockbau mit Traufschrot, im Kern Ende 18. Jahrhundert, Dach später                                                              | D-2-77-114-12 Wikidata | BW   |

### Brandstetten
| Lage                      | Objekt                          | Beschreibung | Akten-Nr.              | Bild |
| ------------------------- | ------------------------------- | --- | ---------------------- | ---- |
| Brandstetten 1 (Standort) | Blockbau-Ober- und Dachgeschoss | eines Rottaler Wohnstallhauses, mit flach geneigtem Satteldach, umlaufendem Schrot und Giebelschrot, im Giebel bezeichnet 1821; 2005/2006 von Breitenbach 4 hierher übertragen und über neuem Erdgeschoss wieder aufgebaut; kleiner geständerter Traidkasten, 1. Hälfte 19. Jahrhundert | D-2-77-114-15 Wikidata | BW   |

### Büchl
| Lage               | Objekt                 | Beschreibung                                    | Akten-Nr.              | Bild |
| ------------------ | ---------------------- | ----------------------------------------------- | ---------------------- | ---- |
| Büchl 1 (Standort) | Zugehöriger Westflügel | Ständerbohlen-Stadel, 1. Hälfte 19. Jahrhundert | D-2-77-114-21 Wikidata | BW   |

### Ed
| Lage            | Objekt                                      | Beschreibung                                                                                           | Akten-Nr.              | Bild |
| --------------- | ------------------------------------------- | --- | ---------------------- | ---- |
| Ed 1 (Standort) | Kleinhaus                                   | zweigeschossiger Blockbau, Ende 18. Jahrhundert, Dach später                                           | D-2-77-114-24 Wikidata | BW   |
| Ed 3 (Standort) | Zugehörig Ständerbohlenstadel mit Steildach | geständerter Traidkasten in Blockbau, zum Teil aufgemauert, Anfang 19. Jahrhundert                     | D-2-77-114-23 Wikidata | BW   |
| Ed 4 (Standort) | Kleinbauernhaus                             | teilverschindelter Blockbau mit flach geneigtem Satteldach und Giebelschrot, 2. Hälfte 18. Jahrhundert | D-2-77-114-26 Wikidata | BW   |

### Eitting
| Lage                    | Objekt                                            | Beschreibung | Akten-Nr.              | Bild |
| ----------------------- | ------------------------------------------------- | --- | ---------------------- | ---- |
| Eitting 3 (Standort)    | Kruzifix mit arma sacra                           | 19. Jahrhundert; im Giebel der Mühle | D-2-77-114-29 Wikidata | BW   |
| Eitting 9 (Standort)    | Rottaler Wohnstallhaus                            | zweigeschossig, mit Blockbau-Obergeschoss und flach geneigtem Satteldach, verbrettertem Giebelschrot, Taubenkobel unter dem First und seltenem Klingschrot, 2. Viertel 19. Jahrhundert | D-2-77-114-31 Wikidata | BW   |
| Nähe Eitting (Standort) | Katholische Filial- und Wallfahrtskirche Hl. Blut | Saalbau, erbaut wohl von Maurermeister Adam Schreypaur, bezeichnet 1729; mit Ausstattung                                                                                               | D-2-77-114-28 Wikidata | BW   |

### Eitzenham
| Lage                   | Objekt                                  | Beschreibung | Akten-Nr.              | Bild |
| ---------------------- | --------------------------------------- | --- | ---------------------- | ---- |
| Eitzenham 4 (Standort) | Rottaler Bauernhaus eines Vierseithofes | mit Blockbau-Obergeschoss und flach geneigtem Satteldach, Anfang 19. Jahrhundert                                                 | D-2-77-114-33 Wikidata | BW   |
| Eitzenham 5 (Standort) | Rottaler Bauernhaus eines Vierseithofes | Blockbau-Obergeschoss über massivem Erdgeschoss, zum Teil verschindelt, Flachsatteldach und Giebelschrot, Anfang 19. Jahrhundert | D-2-77-114-32 Wikidata | BW   |

### Ernstling
| Lage                   | Objekt                                  | Beschreibung | Akten-Nr.              | Bild |
| ---------------------- | --------------------------------------- | --- | ---------------------- | ---- |
| Ernstling 3 (Standort) | Rottaler Bauernhaus eines Vierseithofes | zweigeschossiger Blockbau auf Natursteinsockel mit Eichenschwelle, mit Flachsatteldach und Giebelschroten aus Brettbalustern, Reste von Bemalung, bezeichnet 1795 | D-2-77-114-36 Wikidata | BW   |
| Ernstling 7 (Standort) | Wohnstallhaus eines Dreiseithofes       | langgestreckter offener Blockbau über Natursteinsockel, mit flach geneigtem Satteldach, 1. Viertel 19. Jahrhundert                                                | D-2-77-114-35 Wikidata | BW   |

### Frieberting
| Lage                     | Objekt        | Beschreibung                                                                          | Akten-Nr.              | Bild |
| ------------------------ | ------------- | ------------------------------------------------------------------------------------- | ---------------------- | ---- |
| Frieberting 1 (Standort) | Wohnstallhaus | zweigeschossiger Blockbau mit Traufschrot, im Kern Mitte 18. Jahrhundert, Dach später | D-2-77-114-37 Wikidata | BW   |

### Furth
| Lage                        | Objekt           | Beschreibung | Akten-Nr.              | Bild |
| --------------------------- | ---------------- | --- | ---------------------- | ---- |
| Sulzbachstraße 1 (Standort) | Gasthof zur Post | stattlicher zweigeschossiger Bau mit Blockbau-Obergeschoss (erneuert), im Kern 2. Hälfte 18. Jahrhundert, Dach später | D-2-77-114-38 Wikidata | BW   |

### Ganglöd
| Lage                 | Objekt          | Beschreibung | Akten-Nr.              | Bild |
| -------------------- | --------------- | --- | ---------------------- | ---- |
| Ganglöd 6 (Standort) | Einfirsthof     | Mittertennbau, zweigeschossiger, verschalter Blockbau mit gemauertem Stallteil, im Kern Anfang 19. Jahrhundert, Dach später | D-2-77-114-42 Wikidata | BW   |
| Ganglöd 7 (Standort) | Kleinbauernhaus | zweigeschossiger Blockbau, Scheunenteil im Erdgeschoss massiv, bezeichnet 1810, Dach später                                 | D-2-77-114-41 Wikidata | BW   |

### Graben
| Lage                | Objekt                  | Beschreibung | Akten-Nr.              | Bild |
| ------------------- | ----------------------- | --- | ---------------------- | ---- |
| Graben 1 (Standort) | Stattlicher Vierseithof | zweigeschossiges Querstockhaus als Blankziegelbau mit weiß aufgemalter Gliederung und verschaltem Giebel, gegen 1850; Nebengebäude zum Teil in offenem Backstein, 1871, 1874 und Anfang 20. Jahrhundert | D-2-77-114-43 Wikidata | BW   |

### Gschaid
| Lage                               | Objekt                                  | Beschreibung | Akten-Nr.              | Bild |
| ---------------------------------- | --------------------------------------- | --- | ---------------------- | ---- |
| Gschaid 7; Nähe Gschaid (Standort) | Rottaler Bauernhaus eines Vierseithofes | zweigeschossiger Blockbau auf Eichenschwelle, mit flach geneigtem Satteldach und zwei Giebelschroten, Resten von Bemalung und geschnitzten Brettbalustern, um 1770/80; zugehörig Stadel mit Blockbauteil und Ständerbohlenteil, gleichzeitig; vor dem Hof liegendes Backhaus in Backstein, wohl 2. Hälfte 19. Jahrhundert | D-2-77-114-44 Wikidata | BW   |

### Gstockert
| Lage                   | Objekt                | Beschreibung                                                                                            | Akten-Nr.              | Bild |
| ---------------------- | --------------------- | --- | ---------------------- | ---- |
| Gstockert 1 (Standort) | Ehemaliges Bauernhaus | zweigeschossiger Satteldachbau mit offenem Blockbau und Giebelschrot, Anfang 19. Jahrhundert, erneuert. | D-2-77-114-48 Wikidata | BW   |

### Gunderding
| Lage                    | Objekt   | Beschreibung | Akten-Nr.               | Bild |
| ----------------------- | -------- | --- | ----------------------- | ---- |
| Gunderding 4 (Standort) | Wohnhaus | zweigeschossiger Blockbau, zum Teil verschindelt, mit flach geneigtem Satteldach; 1991/92 hierher versetzt aus Haidenburg, Gemeinde Aidenbach, Landkreis Passau. | D-2-77-114-112 Wikidata | BW   |

### Hafenöd
| Lage                 | Objekt                            | Beschreibung | Akten-Nr.              | Bild |
| -------------------- | --------------------------------- | --- | ---------------------- | ---- |
| Hafenöd 1 (Standort) | Wohnstallhaus eines Dreiseithofes | giebelständiger Flachsatteldachbau mit Doppelschrot und Blockwänden, Mitte 18. Jahrhundert; Ständerbohlen-Bundwerkstadel, 1. Drittel 19. Jahrhundert; Traidkasten, 1. Drittel 19. Jahrhundert | D-2-77-114-49 Wikidata | BW   |

### Hofstetten
| Lage                     | Objekt      | Beschreibung | Akten-Nr.              | Bild |
| ------------------------ | ----------- | --- | ---------------------- | ---- |
| Hofstetten 13 (Standort) | Einfirsthof | Mittertennbau mit Flachsatteldach, Wohnteil in offenem Blockbau mit Giebelschrot, Mitte 18. Jahrhundert, Scheunenteil erneuert. | D-2-77-114-54 Wikidata | BW   |

### Höhenberg
| Lage                    | Objekt     | Beschreibung | Akten-Nr.              | Bild |
| ----------------------- | ---------- | --- | ---------------------- | ---- |
| Höhenberg 22 (Standort) | Bauernhaus | zweigeschossiger langgestreckter Bau mit Blockbau-Obergeschoss und rückwärtiger Ständerbohlenwand, 2. Viertel 19. Jahrhundert, Dach später. | D-2-77-114-52 Wikidata | BW   |

### Hopper
| Lage                | Objekt                                       | Beschreibung | Akten-Nr.              | Bild |
| ------------------- | -------------------------------------------- | --- | ---------------------- | ---- |
| Hopper 4 (Standort) | Ehemaliges Wohnstallhaus eines Dreiseithofes | zweigeschossiger Satteldachbau mit Blockbau-Obergeschoss und Traufschrot, Dach später aufgesteilt, im Kern gegen Mitte 19. Jahrhundert | D-2-77-114-55 Wikidata | BW   |

### Kainz
| Lage               | Objekt        | Beschreibung                                                                                     | Akten-Nr.              | Bild |
| ------------------ | ------------- | ------------------------------------------------------------------------------------------------ | ---------------------- | ---- |
| Kainz 4 (Standort) | Wohnstallhaus | zweigeschossig, mit Wohnteil in offenem Blockbau, im Kern Ende 18. Jahrhundert, später verändert | D-2-77-114-56 Wikidata | BW   |

### Kölberg
| Lage                 | Objekt      | Beschreibung | Akten-Nr.              | Bild |
| -------------------- | ----------- | --- | ---------------------- | ---- |
| Kölberg 1 (Standort) | Einfirsthof | zweigeschossiges Wohnstallhaus mit gemauertem Stallteil, zum Teil verschaltes Blockbau-Obergeschoss auf massivem Erdgeschoss, zwei Giebelschrote unter weit vorkragendem Flachsatteldach, Ende 18. Jahrhundert, teilweise erneuert | D-2-77-114-57 Wikidata | BW   |

### Lindberg
| Lage                  | Objekt                            | Beschreibung | Akten-Nr.              | Bild |
| --------------------- | --------------------------------- | --- | ---------------------- | ---- |
| Lindberg 2 (Standort) | Wohnstallhaus eines Vierseithofes | zweigeschossiger Giebelbau mit Flachsatteldach, Blockbau-Obergeschoss und zwei Giebelschroten, Ende 18. Jahrhundert | D-2-77-114-59 Wikidata | BW   |

### Lohmann
| Lage                    | Objekt      | Beschreibung | Akten-Nr.              | Bild |
| ----------------------- | ----------- | --- | ---------------------- | ---- |
| Nähe Lohmann (Standort) | Einfirsthof | zweigeschossiger Giebelbau mit Blockbau-Obergeschoss, flach geneigtem Satteldach und zwei Giebelschroten, um 1810/30 | D-2-77-114-60 Wikidata | BW   |

### Mais
| Lage              | Objekt        | Beschreibung | Akten-Nr.              | Bild |
| ----------------- | ------------- | --- | ---------------------- | ---- |
| Mais 5 (Standort) | Mittertennbau | zweigeschossiger Blockbau mit kleinen Fenstern, zum Teil massiv, im Kern 2. Hälfte 18. Jahrhundert                                           | D-2-77-114-61 Wikidata | BW   |
| Mais 7 (Standort) | Einfirsthof   | Mittertennbau in Blockbauweise, zum Teil verbrettert, mit Trauf- und Giebelschrot, um 1820/35; zugehörig Backhaus, 2. Hälfte 19. Jahrhundert | D-2-77-114-63 Wikidata | BW   |

### Matzing
| Lage                 | Objekt                         | Beschreibung | Akten-Nr.              | Bild |
| -------------------- | ------------------------------ | --- | ---------------------- | ---- |
| Matzing 1 (Standort) | Bauernhaus eines Vierseithofes | zweigeschossiger Satteldachbau mit Blockbau-Obergeschoss, Trauf- und Giebelschrot, leicht erhöhtes Dach, Anfang 19. Jahrhundert | D-2-77-114-66 Wikidata | BW   |
| Matzing 2 (Standort) | Weilerkapelle                  | stattlicher Satteldachbau mit Glockenreiter, neugotisch, 4. Viertel 19. Jahrhundert; mit Ausstattung                            | D-2-77-114-65 Wikidata | BW   |

### Minihof
| Lage                 | Objekt                            | Beschreibung | Akten-Nr.              | Bild |
| -------------------- | --------------------------------- | --- | ---------------------- | ---- |
| Minihof 1 (Standort) | Wohnstallhaus eines Vierseithofes | zweigeschossiger Satteldachbau in offenem Blockbau, Giebelseite verschalt, mit Firstdrehung und Traufschrot, im Kern noch 18. Jahrhundert | D-2-77-114-67 Wikidata | BW   |

### Nöham
| Lage                                | Objekt                               | Beschreibung                                    | Akten-Nr.              | Bild                                 |
| ----------------------------------- | ------------------------------------ | ----------------------------------------------- | ---------------------- | ------------------------------------ |
| Ludwig-Mitterer-Straße 2 (Standort) | Katholische Pfarrkirche St. Nikolaus | spätgotischer Saalbau, um 1500; mit Ausstattung | D-2-77-114-68 Wikidata | Katholische Pfarrkirche St. Nikolaus |

### Oberbrennberg
| Lage                       | Objekt                         | Beschreibung | Akten-Nr.              | Bild |
| -------------------------- | ------------------------------ | --- | ---------------------- | ---- |
| Oberbrennberg 1 (Standort) | Bauernhaus eines Vierseithofes | zweigeschossiger, teilweise verschindelter Blockbau, im Kern Ende 18. Jahrhundert, Dach später; Nordflügel, stattlicher Stadel mit Steilsatteldach und Ständerbohlenwänden, 1. Drittel 19. Jahrhundert | D-2-77-114-69 Wikidata | BW   |

### Peterskirchen
| Lage                         | Objekt                                        | Beschreibung | Akten-Nr.              | Bild           |
| ---------------------------- | --------------------------------------------- | --- | ---------------------- | -------------- |
| Dorfstraße 13 (Standort)     | Katholische Pfarrkirche St. Petrus und Paulus | spätgotischer Saalbau des frühen 16. Jahrhunderts, Turmunterbau 2. Hälfte 13. Jahrhundert, Turmerhöhung 1878; mit Ausstattung | D-2-77-114-70 Wikidata | weitere Bilder |
| Eichenweg (Standort)         | Wohnstallhaus eines Dreiseithofes             | zweigeschossiger Satteldachbau mit Blockbau-Obergeschoss, 1. Hälfte 19. Jahrhundert, Dach später.                             | D-2-77-114-72 Wikidata | BW             |
| Gruberstraße 5 (Standort)    | Zugehörige kleine Holzkapelle                 | 19. Jahrhundert | D-2-77-114-71 Wikidata | BW             |
| Gruberstraße 7 (Standort)    | Kleinbauernhaus                               | zweigeschossiger Blockbau mit Giebelschrot und flach geneigtem Satteldach, Anfang 19. Jahrhundert                             | D-2-77-114-47 Wikidata | BW             |
| Lorenz-Glas-Weg 1 (Standort) | Wohnhaus                                      | kleiner zweigeschossiger Massivbau mit steilem Walmdach, 2. Hälfte 18. Jahrhundert; wohl ehemals zum Schloss gehörig          | D-2-77-114-73 Wikidata | Wohnhaus       |
| Lorenz-Glas-Weg 3 (Standort) | Schloss Peterskirchen                         | zweigeschossiger Massivbau mit Walmdach und Erkervorbau, 1. Hälfte 16. Jahrhundert                                            | D-2-77-114-74 Wikidata | weitere Bilder |

### Pfarrhof
| Lage                  | Objekt                       | Beschreibung | Akten-Nr.              | Bild |
| --------------------- | ---------------------------- | --- | ---------------------- | ---- |
| Pfarrhof 1 (Standort) | Ehemaliger Pfarrhof zu Nöham | zweigeschossiger Massivbau mit Mansardwalmdach und Lisenengliederung, bezeichnet 1773; Ständerbohlenstadel, zweitennig mit Flachsatteldach, 2. Hälfte 19. Jahrhundert; gemauertes Stallgebäude mit zum Teil verschaltem Blockbau-Obergeschoss, 2. Hälfte 19. Jahrhundert | D-2-77-114-79 Wikidata | BW   |

### Priel
| Lage                | Objekt                                  | Beschreibung | Akten-Nr.              | Bild |
| ------------------- | --------------------------------------- | --- | ---------------------- | ---- |
| Priel 5 (Standort)  | Rottaler Bauernhaus eines Vierseithofes | zweigeschossiger, offener Blockbau mit Flachsatteldach und Giebelschroten, um 1800; zugehörig Blockbau-Ständerbohlenstadel, gleichzeitig | D-2-77-114-85 Wikidata | BW   |
| Priel 6 (Standort)  | Rottaler Bauernhaus eines Vierseithofes | zweigeschossiger giebelseitig offener Blockbau, rückwärtig verschindelt, mit flach geneigtem Satteldach und zwei verbretterten Giebelschroten, Ende 18. Jahrhundert; zugehörig langgestreckter Stadel mit Blockbau-Obergeschoss und Traufschrot, Ende 18. Jahrhundert | D-2-77-114-83 Wikidata | BW   |
| Priel 11 (Standort) | Bauernhaus eines Vierseithofes          | ehemaliger Einfirsthof, verschalter zweigeschossiger Blockbau, Ende 18. Jahrhundert, Dach später | D-2-77-114-82 Wikidata | BW   |

### Rauchdobl
| Lage                   | Objekt                                  | Beschreibung | Akten-Nr.              | Bild |
| ---------------------- | --------------------------------------- | --- | ---------------------- | ---- |
| Rauchdobl 1 (Standort) | Rottaler Bauernhaus eines Vierseithofes | giebelständig mit flachgeneigtem Satteldach, hofseitig offener Blockbau mit zwei Balusterschroten und zwei großen Barockengeln im Giebel, 4. Viertel 18. Jahrhundert, im Giebel bezeichnet 1823; Stall mit Remise, teilweise in Blockbau, im Kern Ende 18. Jahrhundert, massives Stallgebäude mit Hofeinfahrt und Mittagsglocke, bezeichnet 1884 | D-2-77-114-86 Wikidata | BW   |

### Reisbach
| Lage                  | Objekt        | Beschreibung | Akten-Nr.              | Bild |
| --------------------- | ------------- | --- | ---------------------- | ---- |
| Reisbach 3 (Standort) | Wohnstallhaus | traufständig, mit Blockbau-Obergeschoss und flach geneigtem Satteldach, zum Teil verschalt, gegen Mitte 19. Jahrhundert; zugehörig Blockbau-Stadel, gleichzeitig. | D-2-77-114-87 Wikidata | BW   |

### Sankt Georgen
| Lage                          | Objekt                                  | Beschreibung                                                                 | Akten-Nr.              | Bild |
| ----------------------------- | --------------------------------------- | ---------------------------------------------------------------------------- | ---------------------- | ---- |
| Nähe Sankt Georgen (Standort) | Katholische Filialkirche St. Georg      | kleiner spätgotischer Saalbau, um 1500; mit Ausstattung                      | D-2-77-114-88 Wikidata | BW   |
| Sankt Georgen 5 (Standort)    | Wohnstallhaus mit Blockbau-Obergeschoss | Flachsatteldach und Giebelschrot, seitlich verschalt, Anfang 19. Jahrhundert | D-2-77-114-89 Wikidata | BW   |

### Scheiben
| Lage                  | Objekt                            | Beschreibung | Akten-Nr.              | Bild |
| --------------------- | --------------------------------- | --- | ---------------------- | ---- |
| Scheiben 2 (Standort) | Wohnstallhaus eines Vierseithofes | zweigeschossiger Blockbau, mit flach geneigtem Satteldach und kleinem Schrot, ehemals giebelständig, bezeichnet 1774 | D-2-77-114-90 Wikidata | BW   |

### Scheiblöd
| Lage                   | Objekt        | Beschreibung | Akten-Nr.              | Bild |
| ---------------------- | ------------- | --- | ---------------------- | ---- |
| Scheiblöd 1 (Standort) | Wohnstallhaus | zweigeschossiger Blockbau mit zwei Giebelschroten und flach geneigtem Satteldach, Ende 18. Jahrhundert; Ständerbohlenstadel, 2. Hälfte 18. Jahrhundert | D-2-77-114-91 Wikidata | BW   |

### Schneeharding
| Lage                       | Objekt                            | Beschreibung | Akten-Nr.              | Bild |
| -------------------------- | --------------------------------- | --- | ---------------------- | ---- |
| Schneeharding 4 (Standort) | Wohnstallhaus eines Vierseithofes | zum Teil in offenem Blockbau, mit Traufschrot, gemauerter Stallteil mit verschaltem Giebeldreieck, im Kern 2. Hälfte 18. Jahrhundert, Dach später | D-2-77-114-93 Wikidata | BW   |

### Sperr
| Lage               | Objekt        | Beschreibung                                                                                  | Akten-Nr.              | Bild |
| ------------------ | ------------- | --------------------------------------------------------------------------------------------- | ---------------------- | ---- |
| Sperr 1 (Standort) | Wohnstallhaus | zweigeschossiger, teilverschindelter Blockbau, im Kern 2. Hälfte 18. Jahrhundert, Dach später | D-2-77-114-95 Wikidata | BW   |

### Stocka
| Lage                   | Objekt                         | Beschreibung                                                                                                 | Akten-Nr.              | Bild |
| ---------------------- | ------------------------------ | --- | ---------------------- | ---- |
| Nähe Stocka (Standort) | Ortskapelle                    | kleiner Massivbau, bezeichnet 1837; mit Ausstattung                                                          | D-2-77-114-96 Wikidata | BW   |
| Stocka 3 (Standort)    | Bauernhaus eines Dreiseithofes | Blockbau, zum Teil verschalt, im Kern Ende 18. Jahrhundert, 2. Hälfte 19. Jahrhundert verändert (Dach u. a.) | D-2-77-114-97 Wikidata | BW   |

### Sulzbach
| Lage                  | Objekt                         | Beschreibung | Akten-Nr.              | Bild |
| --------------------- | ------------------------------ | --- | ---------------------- | ---- |
| Sulzbach 1 (Standort) | Bauernhaus eines Dreiseithofes | zweigeschossiger Flachsatteldachbau mit verschaltem Blockbau-Obergeschoss und zwei Giebelschroten, im Kern Ende 18. Jahrhundert; zugehörig freistehender Traidkasten, 2. Hälfte 18. Jahrhundert | D-2-77-114-98 Wikidata | BW   |

### Unterbrennberg
| Lage                        | Objekt        | Beschreibung | Akten-Nr.              | Bild |
| --------------------------- | ------------- | --- | ---------------------- | ---- |
| Unterbrennberg 1 (Standort) | Wohnstallhaus | zweigeschossiger, verschindelter Blockbau mit Flachsatteldach, rückwärts Ständerbohlenteil, 1. Drittel 19. Jahrhundert | D-2-77-114-99 Wikidata | BW   |

### Wald
| Lage                              | Objekt                                            | Beschreibung | Akten-Nr.               | Bild |
| --------------------------------- | ------------------------------------------------- | --- | ----------------------- | ---- |
| Wald 6; Wald 4; Wald 5 (Standort) | Katholische Nebenkirche                           | ehemalige Wallfahrtskirche St. Maria, einschiffig mit Chor im Dreiachtelschluss, Langhaus und Turm im Kern spätromanisch, Ende 13. Jahrhundert, sonst spätgotischer Umbau, Ende 15. Jahrhundert; mit Ausstattung; Friedhofsmauer mit Torbau nach Süden, 16. Jahrhundert | D-2-77-114-100 Wikidata | BW   |
| Wald 15 (Standort)                | Blockbau-Obergeschoss eines Rottaler Bauernhauses | 2. Viertel 18. Jahrhundert, 1990 hierher versetzt aus der Gemeinde Johanniskirchen (Landkreis Rottal-Inn) | D-2-77-114-113 Wikidata | BW   |

### Waldhiebl
| Lage                   | Objekt                                     | Beschreibung | Akten-Nr.               | Bild |
| ---------------------- | ------------------------------------------ | --- | ----------------------- | ---- |
| Waldhiebl 1 (Standort) | Rottaler Wohnstallhaus eines Vierseithofes | zweigeschossiger, offener Blockbau mit gemauertem Stallteil, flach geneigtem Satteldach und Schrot, bezeichnet 1722 | D-2-77-114-101 Wikidata | BW   |

### Weinberg
| Lage                   | Objekt                                  | Beschreibung                                                                                        | Akten-Nr.               | Bild |
| ---------------------- | --------------------------------------- | --------------------------------------------------------------------------------------------------- | ----------------------- | ---- |
| Weinberg 2 (Standort)  | Rottaler Bauernhaus eines Dreiseithofes | mit Blockbau-Obergeschoss, flach geneigtem Satteldach und Giebelschrot, bezeichnet 1800             | D-2-77-114-104 Wikidata | BW   |
| Weinberg 4 (Standort)  | Kleinbauernhaus                         | Mittertennbau mit Flachsatteldach und Putzgliederung, zum Teil Blockbau, 2. Viertel 19. Jahrhundert | D-2-77-114-105 Wikidata | BW   |
| Weinberg 13 (Standort) | Bauernhaus eines Dreiseithofes          | in offenem Blockbau, Giebelseite verschalt, im Kern 2. Hälfte 18. Jahrhundert, Dach später          | D-2-77-114-106 Wikidata | BW   |
| Weinberg 15 (Standort) | Katholische Nebenkirche St. Nikolaus    | kleiner spätgotischer Saalbau in unverputztem Backstein, um 1480; mit Ausstattung                   | D-2-77-114-103 Wikidata | BW   |

### Zeil
| Lage              | Objekt                 | Beschreibung | Akten-Nr.               | Bild |
| ----------------- | ---------------------- | --- | ----------------------- | ---- |
| Zeil 1 (Standort) | Rottaler Wohnstallhaus | zweigeschossiger, zum Teil offener Blockbau mit Flachsatteldach und Schroten, gemauerter Stallteil mit böhmischen Gewölben, bezeichnet 1778; zugehörige gemauerte Wagenremise mit Troadboden, gleichzeitig | D-2-77-114-108 Wikidata | BW   |

## Ehemalige Baudenkmäler
In diesem Abschnitt sind Objekte aufgeführt, die früher einmal in der Denkmalliste eingetragen waren, jetzt aber nicht mehr. Objekte, die in anderem Zusammenhang also z. B. als Teil eines Baudenkmals weiter eingetragen sind, sollen hier nicht aufgeführt werden. Aktennummern in diesem Abschnitt sind ehemalige, jetzt nicht mehr gültige Aktennummern.

| Lage                                     | Objekt                                    | Beschreibung                                                                  | Akten-Nr.                     | Bild |
| ---------------------------------------- | ----------------------------------------- | ----------------------------------------------------------------------------- | ----------------------------- | ---- |
| Sankt Georgen Sankt Georgen 6 (Standort) | Zugehörig stattlicher Ständerbohlenstadel | zwei Durchfahrtstennen, Tragwerk mit offenen Gebinden, frühes 19. Jahrhundert | nicht mehr vorhanden Wikidata | BW   |